# Kim Pollingová
Kim Pollingová (* 8. února 1991 Zevenhuizen) je nizozemská zápasnice–judistka.

## Sportovní kariéra
S judem začínala v 7 letech v klubu Chi-Do v Rodenu na doporučení lékařů. V dětství u ní byla diagnostikována hyperkinetická porucha. Později přestoupila do judoklubu v Groningenu, kde se jí ujal Johnny van der Meer. V roce 2008 přestoupila do vrcholového sportovního centra Kenamju v Haarlemu, kde se s krátkým odskočením do Budokanu Rotterdamu, připravuje pod vedením Maartena Arense. V nizozemské reprezentaci se pohybuje od roku 2010 ve střední váze do 70 kg. V roce 2012 se na olympijské hry v Londýně nekvalifikovala. Od roku 2013 nahradila na postu reprezentační jedničky Edith Boschovou. V roce 2015 získala v době vrcholového ženského juda ojedinělý hatrick tří titulů mistryně Evropy v řadě. Ve světě však své postavení evropské jedničky nepotvrzovala. V roce 2016 se kvalifikovala na olympijské hry v Riu, kde startovala jako nasazená jednička. K její smůle však Japonci nominovali na olympijské hry nenasazenou Haruku Tačimotou, se kterou se utkala již ve druhém kole. V zápase se v úvodu ujala vedení na body, ale Tačimotová bodovou ztrátu do konce hrací doby srovnala. Ve druhé minutě nastavení nezachytila Japončin nástup o-soto-gari a skončila před branami čtvrtfinále.

### Vítězství
- 2010 – 2× světový pohár (Tallinn, Birmingham)
- 2011 – 1× světový pohár (Madrid)
- 2013 – 5× světový pohár (Sofia, Paříž, Düsseldorf, Ťumeň, Abú Dhabí)
- 2014 – 2× světový pohár (Baku, Ťumeň)
- 2015 – turnaj mistrů (Rabat)
- 2016 – 1× světový pohár (Tbilisi), turnaj mistrů (Guadalajara)
- 2017 – 1× světový pohár (Hague)
- 2018 – 1× světový pohár (Tunis)

## Výsledky
| Olympijské hry     |    | —   |     |    |   | — |    |    |    | úč. |     |    |  |  |  |  |  |  |  |  |  |  |  |  |  |  |  |
| Mistrovství světa  | —  |     | —   | —  | — |   | 3. | 5. | 7. |     | úč. |    |  |  |  |  |  |  |  |  |  |  |  |  |  |  |  |
| Evropské hry       |    |     |     |    |   |   |    |    | 1. |     |     |    |  |  |  |  |  |  |  |  |  |  |  |  |  |  |  |
| Mistrovství Evropy | —  | —   | —   | —  | — | — | 1. | 1. | 1. | 5.  | —   | 1. |  |  |  |  |  |  |  |  |  |  |  |  |  |  |  |
| ME do 23 let       | —  | —   | —   | —  | — | — | —  |    |    |     |     |    |  |  |  |  |  |  |  |  |  |  |  |  |  |  |  |
| MS juniorů         | —  | 7.  | úč. | 1. |   |   |    |    |    |     |     |    |  |  |  |  |  |  |  |  |  |  |  |  |  |  |  |
| ME juniorů         | —  | úč. | 2.  | 1. |   |   |    |    |    |     |     |    |  |  |  |  |  |  |  |  |  |  |  |  |  |  |  |
| ME dorostenců      | 2. |     |     |    |   |   |    |    |    |     |     |    |  |  |  |  |  |  |  |  |  |  |  |  |  |  |  |